# Цветът на нара
„Цветът на нара“ (на арменски: Նռան գույնը) е съветски игрален филм от 1968 година, описващ живота на арменския поет от 18 век Саят Нова със средствата на алегорични образи в стила на арменските илюстровани ръкописи и на цитати от поезията на самия Саят Нова. Режисьор е Сергей Параджанов, а ролите на поета в различни периоди от живота му се изпълняват от Софико Чиаурели, Мелкон Алексанян, Вилен Галстян, Георги Гегечкори.
Филмът първоначално излиза в Армения под заглавието „Саят Нова“ (на арменски: Սայաթ-Նովա, но при излизането му в останалата част от Съветския съюз е преименуван, като са съкратени няколко минути, които според цензурата съдържат религиозна пропаганда.